# Mesechites repens
Mesechites repens är en oleanderväxtart som först beskrevs av Nikolaus Joseph von Jacquin, och fick sitt nu gällande namn av John Miers. Mesechites repens ingår i släktet Mesechites och familjen oleanderväxter. Inga underarter finns listade i Catalogue of Life.